# 二氟化银
二氟化银（化学式：AgF2），IUPAC名称氟化银(II)，是少见的银(II)化合物之一。二氟化银是无色或白色结晶粉末，对光敏感，有杂质氧化银和氟化银存在时呈棕色或黄色。它是强氟化剂，需保存在特富龙材料或石英管中。

## 制备
AgF2主要用于实验室用途，可由Ag2O、AgF或AgCl与氟气反应制备。

## 结构
大多数二氟化银的F/Ag摩尔比都小于2，一般为1.75，含有碳、银及银的氧化物杂质。
以前有人曾认为二氟化银中银不是+2氧化态，而是AgI和AgIII的混合价态化合物（AgI[AgIIIF4]），与一氧化银类似。但Ag(II)的存在已被中子衍射证实。高温时存在AgI[AgIIIF4]结构，但该结构不稳定，会转化为AgF2。
二氟化银基态与第一激发态间的能量为59kJ/mol。它具顺磁性，-110°C以下呈现铁磁性，气态时为D∞h对称群。

## 反应
二氟化银与水剧烈反应，并生成臭氧：
{\displaystyle {\rm {\ 6AgF_{2}+3H_{2}O\rightarrow 6AgF+6HF+O_{3}\uparrow }}}
二氟化银与稀硫酸加热，
{\displaystyle {\rm {\ 4AgF_{2}+2H_{2}SO_{4}+2H_{2}O{\xrightarrow {\triangle }}2Ag_{2}SO_{4}+8HF+O_{2}\uparrow }}}

## 用途
AgF2用作强氧化剂和氟化剂。一些反应如：
- 合成全氟化合物，[6]途径有：

1. {\displaystyle {\rm {\ CR_{3}H+2AgF_{2}\rightarrow CR_{3}F+HF+2AgF}}}
2. {\displaystyle {\rm {\ CR_{3}X+2AgF_{2}\rightarrow CR_{3}F+X_{2}+2AgF}}}
3. {\displaystyle {\rm {\ R_{2}C=CR_{2}+2AgF_{2}\rightarrow R_{2}CFCFR_{2}+2AgF}}}

R为有机基团，X为卤素原子。用于此用途的高价氟化物还有CoF3、MnF3、CeF4和PbF4。
- 可与芳香化合物很快发生氟化反应，但较难控制在一氟代物：[7]

C6H6  +  2AgF2  →  C6H5F  +  2AgF  +  HF
- 合成氙的氟化物。[8]反应具爆炸性，于无水氟化氢溶液中反应得到二氟化氙。

- 氧化一氧化碳为碳酰氟。

## 危害
AgF
2是极强的氧化剂，和水剧烈反应，和稀酸反应生成臭氧，和碘化物反应生成碘，和乙炔反应还会生成爆炸性的乙炔银。它对光敏感，非常容易潮解且有腐蚀性。它和过氧化氢剧烈反应，放出氧气。